# NGC 4808
NGC 4808 é uma galáxia espiral (Sc) localizada na direcção da constelação de Virgo. Possui uma declinação de +04° 18' 13" e uma ascensão recta de 12 horas, 55 minutos e 48,9 segundos.
A galáxia NGC 4808 foi descoberta em 17 de Abril de 1786 por William Herschel.